# Mon bel homme de neige
Pour plus de détails, voir Fiche technique et Distribution.
Mon bel homme de neige (Hot Frosty) est un film de Noël réalisé par Jerry Ciccoritti et sorti en 2024 sur Netflix.
Le film suit  Kathy Barrett qui tient un petit restaurant dans une ville de province américaine. Des années après la mort de son mari, elle ne se remet pas de son deuil et laisse sa maison sans réparation et sans chauffage. Un soir, quelques jours avant Noël, elle enroule une écharpe que son amie Mel vient de lui offrir autour du cou d'une statue de neige représentant un jeune homme athlétique. La nuit même, il se transforme en créature de chair, mais sans chaleur. Kathy et lui se rencontrent le lendemain, et le voyant désorienté, elle décide de l'héberger. Mais dans la nuit, il a volé des vêtements pour couvrir sa nudité, et le shérif Hunter entend bien arrêter le coupable.

## Synopsis
Kathy Barrett dirige café dans le centre-ville de Hope Springs, à New York. Depuis que son mari est mort d'un cancer, sa maison n’est plus entretenue : son chauffage ne marche plus, le toit fuit et une marche de son escalier est troué.
Kathy déjeune avec ses amis Theo et Mel dans leur magasin de vêtements "Reclaimed Rags". Ils lui donnent une écharpe rouge "destinée" pour elle, l'encourageant à chercher le bonheur après son deuil. Sur le chemin du retour, elle voit un concours de sculpture de bonhomme de neige, elle met l'écharpe sur un bonhomme de neige musclé et séduisant puis le prend en photo.
Plus tard dans la nuit, le bonhomme de neige prend vie. Alors qu'il s'enfuit d'un couple de personnes âgées et de leurs chiens, il casse par accidentellement la vitrine du magasin de vêtements. Il prend des salopettes et des bottes du magasin pour les porter. Le matin, Kathy le trouve en train de parler aux autres bonhommes de neige et l'invite dans son restaurant pour manger un morceau. Elle suppose qu’il s’appelle Jack à cause de l'étiquette sur la combinaison est le nom et demande quel est son premier souvenir. Il répond que c'est elle qui lui pose l'écharpe, puis le flash de la caméra. Le shérif enquête sur le cambrioleur présumé du magasin de vêtements et jure de trouver l'auteur et de le faire arrêter.
Lorsqu’elle touche Jack pour constater qu’il est gèle, elle décide de l'emmène chez le médecin qui confirme que la température corporelle de Jack est plus froide qu’à la normale. Kathy le ramène donc chez elle à sa demande pendant qu’elle continue son travail. Lorsque Kathy rentre au soir, Jack la surprend en lui proposant qu’il prépare lui même une pizza grâce à ce qu’il appris en regardant une émission culinaire. Elle est mal à l'aise avec les câlins constants et les expressions d'amour de Jack pour elle.
Alors que Jack répare le toit, la voisine de Kathy conduit dans un banc de neige, distrait à la vue du torse musclé de Jack. Jack pousse sa voiture dehors et elle lui demande de faire quelques travaux manuels dans sa maison. Elle invite ses amis à regarder. L'un d'eux demande à Jack d'aider son fils, un directeur d'école de collège pour préparer un bal pour les vacances de Noël, et il donne à Jack un emploi de personnel d'entretien de l'école. Ils l'amènent au restaurant de Kathy, où lui et Kathy sont approchés par le shérif. Elle rappelle à Jack qu'il doit être plus discret.
Jack aide à décorer la salle de l'école et entend un élève inviter un autre à la danse. Inspiré, Jack invite Kathy à être sa cavalière. Elle accepte et l’aide à trouver des vêtements idéal pour Jack. Jack donne à Kathy un collier de flocons de neige en argent en utilisant la carte bancaire de Kathy. À la danse, Kathy voit que Jack en sueu, alors l'emmène dehors pour se rafraîchir. Ils s'embrassent presque, mais Jack craint que Kathy ne soit blessée lorsqu'il fondra.
La veille de Noël, la ville se réunit au restaurant. Le discours de Kathy est interrompu lorsque le shérif arrête Jack, à la désapprobation de tous. Le médecin explique que Jack est un bonhomme de neige, et tout le monde s'accorde à dire que Noël est un moment pour une telle magie. Le shérif Nate exige une caution de 2 000 $ pour la libération de Jack.
Kathy déçu d’utiliser l’économie du restaurant et tout le monde du restaurant fait un don, mais c'est encore court. Le fils du shérif propose de contribuer au montant restant car Jack l’a aider. Nate reconnais l’innocence de Jack et rend l'argent de la caution. Kathy emmène Jack dehors, mais il ne bouge plus. En supposant qu'il soit mort, elle l'embrasse, prend l'écharpe rouge et commence à partir. Jack revient à la vie, frissonnant et fonctionnant comme un vrai humain. Ils s'embrassent enfin.
En continuant à vivre ensemble comme un couple, Kathy et Jack échangent des cadeaux. Il lui donne un livre de réparation de la maison et Kathy leur obtient des billets d'avion pour des vacances à Hawaï puisque que Jack ne risque plus de fondre.

## Fiche technique
- Titre original : Hot Frosty
- Réalisation : Jerry Ciccoritti
- Scénario : Russell Hainline
- Musique : Ari Posner
- Production : 	Joël S. Riz et Michael Barbuto
- Société de production : Muse Entertainment
- Société de distribution : Netflix
- Pays de production :  États-Unis
- Langue originale : anglais
- Genre : Comédie romantique
- Durée : 92 minutes
- Dates de sortie :
  - Monde : 13 novembre 2024 (Netflix)

## Distribution
- Lacey Chabert (VF : Marie Giraudon) : Kathy Barrett
- Dustin Milligan (VF : Juan Llorca) : Jack Snowman
- Craig Robinson (VF : Pascal Vilmen) : Shérif Nathaniel Hunter
- Joe Lo Truglio (VF : Marc Perez) : Shérif Ed Schatz
- Katy Mixon (VF : Vanina Pradier) : Dottie
- Lauren Holly (VF : Juliette Degenne) : Jane Miller
- Sherry Miller (VF : Clara Borras) : Mel
- Dan Lett (VF : Patrice Baudrier) : Théo
- Allan Royal (VF : Pascal Casanova) : Mortimer

## Production
Le film est réalisé par Jerry Ciccoritti et écrit par Russell Hainline. Joël S. Rice et Michael Barbuto ont produit pour Muse Entertainment. La distribution principale comprend Lacey Chabert, Dustin Milligan, Katy Mixon, Lauren Holly, Chrishell Stause, Joe Lo Truglio et  Craig Robinson. Le tournage a eu lieu au Canada en avril et mai 2024, avec des lieux de tournage comme  Brockville et au Mississippi Mills.